# Мрамор
Мрамор (др.-греч. μάρμαρος — «белый или блестящий камень») — метаморфическая горная порода, состоящая из кальцита CaCO3 с примесями других минералов. При перекристаллизации доломита CaMg(CO3)2 образуются доломитовые мраморы.

## Природа образования
Образование мрамора — результат так называемого процесса метаморфизма, когда, под воздействием определённых физико-химических условий, структура известняка (осадочная горная порода органического происхождения) существенно изменяется. По сути мрамор — это перекристаллизованный известняк, состоящий в основном из кальцита, в котором могут присутствовать включения доломита.

## Химический состав и физические свойства
Твёрдость — 2,5—3 по шкале Мооса, плотность — 2,2—2,6 г/см³.
Мрамор состоит из кальцита (карбоната кальция) с примесями других минералов, а также органических соединений. Примеси различно влияют на качество мрамора, снижая или повышая его декоративность.
Окраска мрамора также зависит от примесей. Большинство цветных мраморов имеет пёструю или полосчатую (циполин) окраску.
Оксид железа окрашивает его в красный цвет (иногда цвет бывает розовым или (редко) оттенком ржавчины), высокодисперсный сульфид железа — в сине-чёрный, железосодержащие силикаты (особенно хлорит и эпидот) — в зелёный, лимонит (гидроксиды железа) и карбонаты железа и марганца — в жёлтые и бурые тона. Серые, голубоватые и чёрные цвета могут быть обусловлены также примесями битумов или графита.
Рисунок определяется не только строением мрамора, но и направлением, по которому производится распиливание камня. Цвет и рисунок мрамора проявляются после его полировки.

## Месторождения
Добыча на каррарских каменоломнях составляет примерно 1 млн тонн мрамора в год.
Месторождения мрамора обнаружены во многих областях России. Первым в России стали использовать карельский мрамор. Красивый и долговечный камень Тивдии (Карелия) нежно-палевого цвета с розовыми прожилками применён во внутреннем убранстве Казанского и Исаакиевского соборов в Санкт-Петербурге, а мрамор ювенского месторождения (Приладожье) украсил многие дворцы и соборы Санкт-Петербурга.
Самые крупные месторождения мрамора находятся на Урале. Всего на Урале их более 20, но добывают камень лишь из 9 залежей. Белый мрамор добывают в Айдырлинском и Коелгинском месторождениях, серый дают Полевское месторождение, Уфалейская и Мраморская залежи, жёлтый поступает с Октябрьского и Починского карьеров, чёрный мрамор приносит Першинское месторождение, розово-красный камень даёт Нижнетагильская залежь.
На Алтае и в Западной Сибири известно свыше 50 месторождений мрамора, но разрабатываются только три. Пуштулимское месторождение даёт тонкозернистый белый с красно-зелёными прожилками мрамор. Сиренево-розовый камень получают на Граматушинском месторождении. Серо-кремовый мрамор даёт Петеневский карьер. В Хакасии расположено крупное Кибик-Кордонское месторождение, где более двадцати разновидностей белого, кремового, бледно-розового, оранжевого, жёлтого и зеленовато-серого мрамора. Мрамор есть и на Байкале: месторождение Буровщина в Иркутской области даёт красновато-розовый крупнозернистый камень с сиреневым, оранжевым, зелёным, серым оттенками; им отделаны станции московского метро Марксистская, Третьяковская и другие.

## Применение
В строительной практике «мрамором» называют метаморфические породы средней твёрдости, принимающие полировку (мрамор, мраморизованный известняк, плотный доломит, карбонатные брекчии и карбонатные конгломераты).
Мрамор используется как камень для памятников (монументальной скульптуры и надгробий), как штучный строительный камень для наружной облицовки и внутренней отделки зданий в виде дроблёного и молотого камня, а также штучного (пильного) камня. Мраморные доски из чистого кальцитового мрамора применяют в электротехнике (панели приборных, распределительных, диспетчерских щитов). Мраморная крошка и дроблёный песок используются при изготовлении каменной мозаики и штукатурки, в качестве заполнителей бетона. Мраморная мука находит применение в сельском хозяйстве.
Мрамор используется также для создания мозаичных композиций, рельефов и круглых изваяний (преимущественно однотонный мрамор, большей частью белый, реже — цветной или чёрный).
Также мрамор применяется для облицовки каминов и фонтанов, изготовления столешниц, лестничных маршей, полов, вазонов и балясин.

## Разновидности
- Руинный мрамор — мраморизованный брекчиевидный известняк с мозаичным рисунком: разбитые на мелкие блоки слои коричневого и бежевого цветов, которые напоминают очертания руин и гор. В Италии относят к пейзажным камням, различая три вида:
  - известняк с дендритами, итал. alberese
  - мергелистый известняк («руинный мрамор»), итал. pietra paesina
  - полосчатый камень реки Арно, итал. pietra d’Arno.[3]

## Факты
- В честь мрамора назван астероид (711) Мармулла, открытый в 1911 году